# Dor Peretz
Dor Peretz (hebräisch דור פרץ; * 17. Mai 1995 in Hod haScharon) ist ein israelischer Fußballspieler, der beim israelischen Erstligisten Maccabi Tel Aviv unter Vertrag steht. Der Mittelfeldspieler ist seit Oktober 2015 israelischer Nationalspieler.

## Karriere

### Verein
Dor Peretz wurde in Hod haScharon als Sohn einer sephardischen Familie geboren. Seine fußballerische Ausbildung begann er in der lokalen Fußballschule des ehemaligen Profis Amir Schelach, wo er früh als talentierter Mittelfeldspieler hervorstach. Im Alter von 14 Jahren wechselte er in die Jugendakademie von Maccabi Tel Aviv. Zur Saison 2014/15 wurde er in die erste Mannschaft beordert. Am 12. August 2014 gab er beim torlosen Unentschieden gegen Maccabi Netanja im israelischen Ligapokal sein Debüt im Erwachsenenfußball. Am 10. September 2014 erzielte er beim 6:0-Ligapokalsieg gegen Hapoel Petach Tikwa sein erstes Tor. Peretz erwarb sich rasch einen Status in der Mannschaft und gehörte in beiden ausgetragenen Pokalbewerben rasch zum Stammpersonal und auch in der höchsten israelischen Spielklasse kam er im Verlauf der Saison immer häufiger in der Startformation zum Einsatz. So standen für ihn in seiner ersten Spielzeit als Profi insgesamt 28 Pflichtspieleinsätze zu Buche, in denen ihm ein Treffer gelang. Mit Maccabi erlebte er mit dem Gewinn des Triples, bestehend aus Meisterschaft, Ligapokal und Pokal, ein überaus erfolgreiches Jahr.
Sein erstes Ligator markierte er am 26. September 2015 (5. Spieltag) beim 2:0-Auswärtssieg gegen Maccabi Haifa. Auch wenn er mit Maccabi in dieser Spielzeit 2015/16 keinen einzigen Titel verteidigen konnte, festigte er selbst seinen Status als Stammkraft weiter und sammelte mit seiner Teilnahme an der Gruppenphase der UEFA Champions League außerdem erste Berührungspunkte im internationalen Vereinswettbewerb. Die Saison beendete er mit 38 Pflichtspieleinsätzen, in denen er einen Torerfolg sammeln konnte. Sein persönlicher Aufstieg endete jedoch in der nächsten Spielzeit 2016/17 abrupt. Er verlor seinen Platz in der Startelf und war bereits ab Oktober 2016 nur mehr vereinzelt im Spieltagskader gelistet.
Am 27. Januar 2017 wechselte er deshalb auf Leihbasis bis zum Saisonende zu Hapoel Haifa, wo er mit regelmäßiger Einsatzzeit seine Form wiederfinden sollte. Peretz absolvierte tatsächlich jede Partie für den Verein und schloss die Spielzeit mit insgesamt 34 Einsätzen ab, in denen ihm jedoch kein einziger Treffer gelang.
Bei Maccabi Tel Aviv zählte er in der nächsten Saison 2017/18 wieder zum Kader, kehrte aber erst nach dem Jahreswechsel wieder endgültig in die Startformation zurück. Er bestritt wettbewerbsübergreifend 41 Spiele, in denen er zwei Mal traf. In der nächsten Spielzeit 2018/19 schaffte er es seine bisher schwache Torquote erheblich nach oben zu schrauben. Mit acht Toren in 31 Ligaeinsätzen trug er wesentlich zum Gewinn seiner zweiten Meisterschaft mit der Mannschaft bei. Nach seinem statistisch besten Jahr, verletzte er sich in der darauffolgenden Saison 2019/20 früh am Oberschenkelmuskel, wodurch er für vier Monate aussetzen musste. Dadurch kam er nur zu 15 Ligaeinsätzen, in denen er ein Mal anschreiben konnte. Mit Maccabi konnte er den Meistertitel erfolgreich verteidigen. Auch in der folgenden Saison gewann er mit Maccabi den Meistertitel.
Im Sommer 2021 schloss sich Peretz dem FC Venedig an. Mitte 2022 wechselte er zu Maccabi zurück.

### Nationalmannschaft
Mit der Israel U19 nahm Peretz an der U19-Europameisterschaft 2014 in Ungarn teil, bei der man jedoch ohne einen einzigen Punktgewinn die Gruppenphase nicht überstehen konnte.
Am 13. Oktober 2015 bestritt er bei der 1:3-Auswärtsniederlage gegen Belgien in der Qualifikation zur Europameisterschaft 2016 sein Debüt in der A-Auswahl. Sein erstes Länderspieltor gelang ihm am 11. Oktober 2018 beim 2:1-Heimsieg gegen Schottland in der UEFA Nations League.

## Erfolge
Maccabi Tel Aviv
- Israelischer Meister: 2014/15, 2018/19, 2019/20
- Israelischer Pokalsieger: 2014/15
- Israelischer Ligapokalsieger: 2014/15, 2017/18, 2018, 2020